# Савелон Молини (Падова)
Савелон Молини је насеље у Италији у округу Падова, региону Венето.
Према процени из 2011. у насељу је живело 76 становника. Насеље се налази на надморској висини од 7 м.